# Беријев Бе-1
Беријев Бе-1 (рус. Бериев Бе-1) је совјетски експериментални хидроавион чија је улога била испитивање подводних крила и лебдења услед узгона изнад равног тла (крило-земља-ефекат).

## Пројектовање и развој
Пилоти су приметили да при слетању на равну писту постоји један тренутак да авион неће да слети него лебди у ваздуху. Овај исти ефекат се јавља и при полетању авиона али због тога што при полетању повећање узгона од овог ефекта иде у прилог летелици и пилоту он је занемарен. Овај ефекат је назван крило-земља-ефекат и последица је реакције ваздуха испод крила на површину земље или воде.
Овај феномен је заинтригирао инжењере да искорите овај ефекат за кретање летeлица уз што мањи отпор изнад водених површина. Тако се 1956. године инж. Роберт Лудвигович Бартини обратио Беријевском конструкторском бироу (ОКБ Берлијев) са предлогом да се направи возило које би за своје кретање користило ефекат крило-земља. Направљена су два дрвена модела ове летелице у размери 1:7 и 1:4 који су испитани у институту ЦАГИ. Модел у размери 1:4 је искоришћен као основа за производњу прототипа са посадом.  Прототип је у ОКБ Берлијев крштен као "Хидролет" а у званичним документима му је додељен индекс Бе-1. 
Бе-1 је постао први експериментални прототип, коришћен за истраживање стабилности и контроле авиона са ефектом крила у Совјетском Савезу. Експерименталисање са овим хидролетом обављано је у периоду од 1961 до 1964. године.

## Технички опис
Труп овог екраноплана је готово целокупан направљен од дрвета како основна-носећа конструкција тако и облога која је од шперплоче. Труп је облика катамарана тј два пловка (трупа) који су међусобно повезана платформом. У овом случају та платформа је крило дебелог профила на коме су са предње стране постављена гондола са кокпитом пилота а на крају крила са горње стране се налазио турбомлазни мотор који је постављен на пилон. Кокопит пилота је имао ветробранско стакло и био је покривен дводелним провидним поклопцем који се отварао као шибер. Испод пилотске кабине у гондоли је био простор за смештај предње ноге стајног трапа. Трупови катамарана су имали каскадно дно што је омогућавало лакше одвајање од водене површине при глисирању и имали су водено кормило које је било спрегнуто са ваздушним кормилом. Са спољне бочне стране на предњем делу, трупови катамарана су били опремљени подводним крилима направљена од челика као и њихови носачи. У другом делу трупа катамарана се налазио простор за увлачећу ногу стајног трапа.
Погонска група овог екраноплана је био један турбомлазни мотор чехословачког порекла Walter M701C-250 потиска 7,87 kN. 
Крило је било дрвене конструкције дебелог профила са две рамењаче решеткасте конструкције. За предњу рамењачу је била причвршћена гондола пилотске кабине а за другу рамењачу је било причвршћено кормило дубине које је као и крило, дрвене конструкције обложено шперплочом.
Репне површине: На крајевима сваког катамаранског трупа се налазе вертикални стабилизатор са кормилом правца. Вертикални стабилизатори су трапезастог облика, дрвене грађе и облогом од шперплоче. Дрвена конструкција вертикалног стабилизатора је сааставни део трупа катамарана. Кормило правца је такође дрвене основне конструкције и облогом од дрвене лепенке. Хоризонтални стабилизатори имају облик и конструкцију крила, конзолно су везани за конструкцију трупа катамарана, релативно су мање дебљине и имају облик трапеза. Опремљени су кормилима дубине исте конструктивне изведбе а на крајевима имају винглете.
Стајни трап је био увлачећи система трицикл, предња управљачка нога и две ноге на крају половака. Стајни трап се није користио за полетање и слетање хидроавиона, то једноставно није била амфибија, него је служио да се помоћу њега екраноплан гурне у воду и да се помоћу њега он извлачи из воде и вуче по писти, уместо уобичајених колица која се за ту потребу користе код хидроавиона. Стајни трап је имао нископритисне гуме и ноге без амортизера. Увлачење стајног трапа се обављало механичким путем.

## Верзије
Хидриавион је био направљен у једном примерку (прототип).

## Оперативно коришћење
Авион (екраноплан) Беријев Бе-1 је коришћен само за у сврху истраживања појава као што су подводна крила и екраноплан. Истраживања су обављана у периоду од 1961 до 1964 године. У том периоду Бе-1 је имао 16 водених тестова. Испитивања су показала да узгон на подводним крилима и узгона крила (платформа) између пловака катамарана износе 60% тежине екраноплана Бе-1. 
На основу рада на хидроавиону Бе-1, у ОКБ Бериев, развијен је пројект путничког екраноплана Бе-11, пројектованог за 100 путника. Проучаване су варијанте Бе-11 са два мотора АИ-20 или четири турбомлазна мотора НК-7 или четири мотора М337. Међутим, посао није отишао даље од прелиминарних прорачуна.

## Земље које су користиле авион
- СССР